# ミルコ・クロコップ
ミルコ・クロコップ（Mirko Cro Cop、1974年9月10日 - ）は、クロアチアの元男性総合格闘家、元キックボクサー、元アマチュアボクサー、元国会議員。ヴィンコヴツィ出身。チーム・クロコップ主宰。元警察官でもあり、リングネームの「クロコップ」は、英語で「クロアチア人のコップ（警官）」の意で、対テロリスト特殊部隊の"ルチェコ"に所属していた。PRIDE無差別級グランプリ2006優勝。RIZIN無差別級グランプリ2016優勝。K-1 WORLD GP 2012優勝。
総合格闘技の試合では立ち技主体で勝負するストライカーであり、左ハイキックを武器に多くのKO勝利を挙げ、海外では「右足は病院行き、左足は墓場行き」と形容された。総合格闘技に適応した最初の本格ストライカーといわれており、ストライカーの弱点であるテイクダウンディフェンスと寝技を身に付けた。ミルコの活躍は総合格闘技界の技術体系を打撃偏重へシフトチェンジしたとも言える。2000年代初頭から2000年代半ば、特に全盛期であったPRIDE時代はヘビー級の打撃系総合格闘家として世界トップクラスの実力を誇り、エメリヤーエンコ・ヒョードル、アントニオ・ホドリゴ・ノゲイラと並んでPRIDEヘビー級三強と称された。PRIDE参戦当初はK-1からの外敵といった悪役、ヒール的な存在であったが、PRIDEでの闘いを重ねていくにつれ、PRIDEのエース格桜庭和志と肩を並べるほどの人気選手となり、PRIDEの主役とも言える存在であった。
1997年10月にはアマチュアボクシングのクロアチア代表として世界ボクシング選手権に出場。2003年12月23日から2008年1月11日まではクロアチアの国会議員を務めた。

## 来歴
ユーゴスラビア社会主義連邦共和国クロアチア社会主義共和国（のちのクロアチア）の都市、ヴィンコヴツィに生まれる。しかし少年期に暮らしていた町が民族紛争に巻き込まれ、友人たちが次々と死んでいくという過酷な経験をきっかけに格闘技を学び始めた。この時期のことをミルコは後年、「その頃の私は戦争に対する怒りに任せて、ひたすら体を鍛え続けるようになっていた。自分が強い男になってみんなを守り、もう誰も死なせないと心に誓ったからだ」と述懐している。当初は専門的なジムに通う経済的余裕も無く、父親が砂袋や綿で造ったグローブやパンチバッグを使って、独学で空手、キックボクシングなどの習得に励んだ。この頃、鉄棒の両端に石を結び付けた手作りのバーベルで、ウエイトトレーニングをする様子を撮影した写真が残っている。
7歳の頃テコンドーを始め、その後に空手を始めたが、ユーゴスラビア紛争の激化により断念し、紛争が収まった数年後にようやくトレーニングを再開した。18歳の時に、通信士としてクロアチア軍に入隊。そこでクロアチアのキックボクシングナショナルチームでのトレーニングを希望し、上官に「私はあなたが将来特別な兵士になるとは思わないが、いつか良いファイターになると信じている。だから通信を学ぶ必要はない。あなたを解放するので、その分、1日に2回トレーニングを積んで欲しい。そしていつか母国に誇りを持たせて欲しい」と許可されると、19歳でキックボクシングを始めた。
幼少期から紛争地帯で凄惨な光景を目の当たりにしてきたためか、インタビュー内で「戦争は愚かで悲しいだけだ」と述べるなど、戦争に対する激しい嫌悪を公言している。ボブ・サップ戦の前日記者会見で当時開戦したばかりのイラク戦争に言及が及ぶと、涙ながらに反対を表明した。

### 日本初登場、K-1
K-1 GP 1996
1996年3月10日、K-1 GRAND PRIX '96 開幕戦で日本のリングに初登場。K-1初代王者であるブランコ・シカティックの一番弟子として、ミルコ・タイガーのリングネームで出場し、GP1回戦で前年GP準優勝者のジェロム・レ・バンナからダウンを奪い、3-0の判定勝ちを収めた。
1996年5月6日、K-1 GRAND PRIX '96 決勝戦のGP準々決勝ではアーネスト・ホーストのテクニックとローキックに翻弄され、3RにTKO負けを喫した。

### アマチュアボクシング
この試合以降ミルコは師ブランコ・シカティックと決別し、3年間に渡って日本のリングから遠ざかった。その間はアマチュアボクシングの試合に多く出場しており、国内王者に3度輝き、地中海競技大会では銅メダル獲得、 軍人世界選手権では銀メダル獲得など実績を上げ、1997年10月にはクロアチア代表として世界ボクシング選手権に出場した。また同時期に、対テロリスト特殊部隊の"ルチェコ"に配属され、国会議員に当選するまでの6年間任務に就いた。

### K-1復帰
1999年4月25日、K-1 REVENGE '99に出場し、約3年ぶりのK-1復帰を果たした。ミルコ・"クロコップ"・フィリポビッチとリングネームも変え、ヤン・"ザ・ジャイアント"・ノルキヤに左ストレートで4RKO勝ちを収めた。
1999年6月20日、K-1 BRAVES '99に出場し、GP予選1回戦でリッキー・ニケルソンに右ハイキックで1RKO勝ち。GP予選準決勝ではジャビット・バイラミに延長1R判定負けを喫し、GPの出場権を逃したが、怪我人の発生で推薦枠でのGP出場が決まった。
K-1 GP 1999 準優勝
1999年10月3日、K-1 GRAND PRIX '99 開幕戦に出場し、GP1回戦でマイク・ベルナルドからハイキックでいきなりダウンを奪うと、一気にラッシュを叩き込んで2つ目のダウンを奪って1RKO勝ちし、K-1四天王の1人を倒したことで一躍脚光を浴びるようになる。
1999年6月12月5日のK-1 GRAND PRIX '99 決勝戦では、GP準々決勝で武蔵に2RKO勝ち、GP準決勝でサム・グレコに2RKO勝ちして決勝まで駒を進めたが、武蔵戦で痛めた脇腹を、続くグレコ戦でも痛めて肋骨を骨折してしまったこともあり、GP決勝ではアーネスト・ホーストにその部分を攻められボディ打ちで3RKO負けを喫し、グランプリ準優勝に終わった。
その後リングネームをミルコ・クロコップに変更。かつてのやや細身で迫力を欠く体格はビルドアップされ、更にポーカーフェイスの精悍な顔つきも相まって「ターミネーター」のニックネームが定着。この頃から人気と実力を兼ね備えた、次世代を担う選手として注目されるようになった。
2000年3月19日、K-1 BURNING 2000で天田ヒロミと対戦。元暴走族と現役警察官の対決だったため、天田は暴走族を、ミルコは警官隊を引き連れて入場するというパフォーマンスを披露。試合は4RでミルコがKO勝ちを収めた。
2000年6月3日、アンディ・フグの母国スイスでの引退試合の相手を務める。お互い決定打に欠けたが、手数で勝ったフグに判定負けとなった。少年の頃からフグに憧れていたというミルコは、母国引退となるフグを笑顔で讃えた。
2000年10月9日、K-1 WORLD GP 2000 in FUKUOKAのGP予選トーナメントでは、GP予選1回戦でグラウベ・フェイトーザに判定勝ち、GP予選準決勝で天田ヒロミに判定勝ちを収めた。GP予選決勝の相手はマイク・ベルナルドであったが、この予選トーナメントのファイナリスト2人が12月の決勝大会へと出場できるため、すでに出場権を手に入れていたミルコは、準決勝で怪我をしたこともあり決勝では無理をせず1R終了後に自らタオル投入によるTKO負けを選択し、ベルナルドにリベンジを許した。
K-1 GP 2000
2000年12月、K-1 WORLD GP 2000 決勝戦では準々決勝でアーネスト・ホースト相手に延長まで持ち込むものの、延長に入ると試合をリードされ0-3で判定負けに終わった。
2001年3月17日、K-1 GLADIATORS 2001のピーター・アーツ戦では、序盤にハイキックとパンチのラッシュでめ込むも、後半は膝蹴りを受けスタミナ切れを起こし失速。最後はクリンチ合戦となった末、ミルコが辛くも競り勝ち2-0で判定勝利を収めた。
2001年6月16日、K-1 WORLD GP in MELBOURNEではGP予選トーナメント1回戦でマイケル・マクドナルドと対戦。相手を格下と見て、試合中に腕を回すなどの挑発行為や余裕な態度をとったが、クリンチをして密着した状態でマクドナルドが放ったパンチを顎に受けてグラついてしまいそのままラッシュを受けて1RKO負けし、まさかの初戦敗退となった。

### K-1・総合格闘技両立時代
総合格闘技初挑戦での番狂わせ
2001年8月19日、K-1 ANDY MEMORIAL 2001にて、K-1と猪木軍との対抗戦に出場することとなり、3分5Rの総合格闘技ルールで猪木軍のエース藤田和之と対戦する。試合は下馬評を覆して、藤田のタックルに膝蹴りを合わせ大流血に追い込み、ドクターストップによるTKO勝ちを収めた。後にミルコがこの勝利が大きな転機となったとコメントしているように、この総合格闘技ルールでの番狂わせの勝利が、後の総合格闘技への転向、そしてPRIDE出場に繋がることになった。
2001年10月8日、K-1 WORLD GP 2001 in FUKUOKAの敗者復活トーナメントに出場予定だったが、9月11日のアメリカ同時多発テロ事件発生の影響で、当時警察官だったミルコは国内待機となり、GP出場は断念した。
PRIDE初出場
2001年11月3日、PRIDE.17でPRIDE初出場を果たした。藤田戦と同じルールでの高田延彦との対戦は、高田が試合序盤でミルコにローキックをカットされ右足踵骨を骨折したためリングに腰を降ろしてグラウンドに誘う作戦に出たが、ミルコはこれを拒否し続け、猪木アリ状態のまま試合は終了しドローとなった。ミルコは試合後、激怒し「気分が悪い。高田はチキンだ。」「藤田は本物のファイター。高田は偽者のファイター。」と罵倒したが、後に高田が足を骨折していたことを知ると謝罪に近い言葉を述べ、互いのわだかまりはなくなっている。
2001年12月31日、INOKI BOM-BA-YE 2001にてプロレスラーの永田裕志と総合格闘技ルールで対戦し、試合開始から21秒後には左ハイキック一撃で永田をリングに沈め、藤田、高田、永田の3人のプロレスラーを倒したことでプロレスハンターと呼ばれるようになった。
ハント戦
2002年3月3日、K-1 WORLD GP 2002 in NAGOYAで、前年GP王者マーク・ハントと対戦。試合序盤はハントを翻弄し、3Rに左ハイキックでダウンを奪う。後半はハントのプレッシャーや打撃により逆襲を受ける展開となってしまうが、その反撃をかわし切り判定で勝利した。試合後には笑顔一つも見せずにハントの祝福にも首を振っていたが、この勝利を以って改めて「K-1王者になりたい」と語り、一方で総合格闘技への本格的な挑戦も語った。
ヴァンダレイ第1戦
2002年4月28日、PRIDE.20では総合格闘技4戦目でPRIDEミドル級王者ヴァンダレイ・シウバと対戦。ルールは3分5R判定なし、グラウンドでの膠着はスタンドからのリスタートという、総合格闘技経験の浅い当時のミルコに配慮した特別ルールとなった。また両者の体重差に配慮して98kg契約だったが、計量時はミルコよりもシウバの方が体重を上回っていた。この試合は「K-1vsPRIDE 頂上決戦」と評された。ミルコの左ミドルキックがシウバの脇腹を抉り、紫色に腫れ上がらせた一方、シウバもミルコから数度のテイクダウンを奪い、スタンドでも手数で上回っていた。試合は規定により時間切れドローに終わった。
再びK-1に戻り、2002年4月7月14日のK-1 WORLD GP 2002 in FUKUOKAでは、後のGP王者レミー・ボンヤスキーにパンチの連打で2RTKO勝ちし、GP本戦の切符を手に入れた。
桜庭戦
2002年8月28日、「Dynamite!」で桜庭和志と対戦。ルールはミルコにとっては初めての5分3R制のPRIDE特別ルールとなった。なお、体重は20kg近くミルコが重かった。2Rに桜庭にテイクダウンを奪われたものの、脱出の際の顔面への蹴り上げで桜庭の右目が腫れ上がり、眼窩底骨折の疑いでドクターストップがかかりTKO勝利となった。その後椎間板ヘルニアを理由にK-1 WORLD GP 2002を欠場、長期休暇を取ったこの間に長年交際してきた女性と結婚している。
2002年12月31日、INOKI BOM-BA-YE 2002にて藤田和之と総合格闘技ルールで再戦し、危なげない試合運びで判定勝ちを収め返り討ちにした。
サップ戦
2003年3月30日、K-1 WORLD GP 2003 in SAITAMAで当時人気絶頂にあったボブ・サップと対戦。体格差に押されるシーンが多かったがフットワークでいなし、左ミドルからのワンツーでKO勝利を挙げた。勝利直後、普段はKO勝利してもクールなミルコにしては珍しくコーナーポストに駆け上がり、雄たけびを上げた。風邪を引いて高熱でコンディションが悪く、母国クロアチアでは衛星生中継されている重圧から開放されてうれしかったと後に語っている。なお、クロアチアでのこの試合の視聴率は約50%であった。試合後、サップは右眼窩内側壁骨折および右眼窩壁骨折と診断された。この試合を境にミルコはK-1、キックボクシングからしばらく離れる。

### PRIDE
2003年6月8日、PRIDE.26からPRIDEシリーズに本格参戦。当時のPRIDEヘビー級3強の1人と言われたヒース・ヒーリングと通常PRIDEルール(1R10分、2・3R各5分)で対戦、強烈な左ミドルキックからのパウンドでTKO勝利。試合後、ミルコはPRIDEヘビー級王者エメリヤーエンコ・ヒョードルへの挑戦を宣言した。なおこの試合は母国クロアチアでも当日ディレイ放送され70%超の視聴率を叩き出した。
2003年8月10日、PRIDE GRANDPRIX 2003 開幕戦でイゴール・ボブチャンチンに強烈な左ハイキックで1R1分29秒KO勝利。ヒョードルの保持するヘビー級王座への挑戦を決定的なものとした。10月5日には「PRIDE武士道」に出場。自らこの試合をタイトルマッチのためのクールダウンと称し、ドス・カラスJrに左ハイキックで1R46秒でKO勝利。
ノゲイラ戦
2003年11月9日、PRIDE GRANDPRIX 2003 決勝戦ではPRIDEヘビー級暫定王座決定戦としてアントニオ・ホドリゴ・ノゲイラとの対戦を迎えた。本来ならこの大会でPRIDEヘビー級王者エメリヤーエンコ・ヒョードルに挑戦するはずだったものの、ヒョードルの怪我によりノゲイラとの暫定王座決定戦となった。1Rはミルコが打撃で圧倒し、終了間際に左ハイキックを放ち、完全な形ではないがヒットさせてノゲイラからダウンを奪った。2R開始直後、初めてテイクダウンを奪われるとパウンドを浴びて、グラウンドの展開から脱出しようとした際にノゲイラに腕ひしぎ十字固めを極められてしまいタップアウト負け。これにより総合格闘技での無敗記録がストップした。
試合後のセレモニーで、暫定王者のベルトを与えられるノゲイラの姿を見つめながら、ミルコはリングの片隅で涙を浮かべていた。
2003年12月31日のINOKI BOM-BA-YE 2003に出場し高山善廣と対戦予定だったが、直前になって出場をキャンセルした。
2004年2月1日、PRIDE.27でロン・ウォーターマンと対戦。序盤からいきなりテイクダウンを奪われるも、スタンドに復帰後すぐさま左ハイキックでダウンを奪い、サッカーボールキックを浴びせてKO勝利。2週間後、2月15日のPRIDE 武士道 -其の弐-では山本宜久にTKO勝利する。
PRIDE GP 2004
2004年4月25日、PRIDE GRANDPRIX 2004 開幕戦のPRIDEヘビー級GP1回戦でケビン・ランデルマンと対戦。満を持して臨んだトーナメントで、ミルコを優勝候補に挙げる声も多かったが、1R1分57秒、左フックからのパウンドでまさかの失神KO負けを喫した。
2004年8月15日、PRIDE GRANDPRIX 2004 決勝戦ではPRIDEヘビー級王者ヒョードルの弟のエメリヤーエンコ・アレキサンダーと対戦、20キロ以上の体重差を問題にせず左ハイキックでKO勝利。観衆はミルコの鮮烈な復活劇を歓喜で迎えた。この勝利により、ミルコはPRIDEトップ戦線への返り咲きを果たした。
2004年10月31日、PRIDE.28でパンクラス無差別級王者、元UFC世界ヘビー級王者のジョシュ・バーネットと対戦。「最後の大物」とも呼ばれたバーネットとの対決は、ファンの期待を大いに高めたが、1R46秒、バーネットの左肩の脱臼によるタップアウトにより、勝利するも消化不良のまま終わった。
2004年12月31日、PRIDE 男祭り 2004ではケビン・ランデルマンと再戦、フロントチョークで一本勝ちを収め、リベンジを果たした。
2005年2月20日、PRIDE.29でマーク・コールマンと対戦。コールマンのタックルを完封し、1R3分42秒右アッパーでKO勝ちし、PRIDEヘビー級王座への挑戦権を獲得した。
ヒョードル戦
2005年8月28日、PRIDE GRANDPRIX 2005 決勝戦でついにPRIDEヘビー級王者エメリヤーエンコ・ヒョードルに挑戦。「21世紀最初の世紀の一戦」と評されたこの試合で、ミルコはバックステップで下がりながらも打撃をヒットさせるが、1R中盤にテイクダウンを奪われるとそこから一気にヒョードルペースとなる。2、3Rはスタンドの打撃でもヒョードルにリードされた。ミルコはヒョードルの攻撃にガードポジションで耐えたものの、ヒョードルの優位は動かず判定0-3で敗れ、王座獲得に失敗した。
2005年10月23日、PRIDE.30でジョシュ・バーネットと再戦。「ミルコには間合いを空けずプレッシャーをかけ続ければ良い」という持論をバーネットが実践、打撃が思うように出せず劣勢に立たされるが、終盤にスタンドでパンチを集めることに成功し、3-0で判定勝利を収めた。
2005年12月31日、PRIDE 男祭り 2005において、2004年からPRIDEへ参戦したマーク・ハントとのストライカー頂上対決が組まれるも足首の負傷と体調不良による高熱により序盤から調子が上がらず、ハントに主導権を握られる。左ハイキックを完璧にヒットさせる場面もあったが1-2で判定負けを喫し、K-1時代のリベンジを許してしまった。足首の負傷のためかこの試合ではミルコにしては珍しくレスリングシューズを履いて試合を行った。
PRIDE無差別級GP 2006 優勝
2006年5月5日、PRIDE 無差別級グランプリ 2006 開幕戦に出場し、GP1回戦で美濃輪育久に1R1分10秒、パウンドでTKO勝利。
2006年7月1日、PRIDE 無差別級グランプリ 2006 2nd ROUNDのGP2回戦では、日本重量級のエース吉田秀彦と対戦し、ローキックによるTKO勝利。
ヴァンダレイ第2戦
2006月9月10日、PRIDE 無差別級グランプリ 2006 決勝戦のGP準決勝では、ヴァンダレイ・シウバと4年ぶりに再戦。シウバのパンチを殆ど見切り、更にシウバを右眼負傷に追い込み、左ハイキックで失神KO勝利。因縁の再戦を完全勝利で収めた。この試合は、「ファンが選ぶ2006年ベストバウト＆MVP」のベストバウトにて1位となった。
続くGP決勝ではアントニオ・ホドリゴ・ノゲイラを準決勝で破ったジョシュ・バーネットと3度目の対戦となったが、序盤から圧倒しボディブローでダウンを奪うとインサイドガードから鉄槌・パウンドを連打。この時の攻防でミルコの手がバーネットの眼に当たり、一時的に視力を失ったバーネットがタップアウト。アクシデントも手伝ったが、内容は一方的なものであり、バーネットは「今日はミルコのための夜だった」と讃えた。自身の32歳の誕生日に初めてのメジャータイトルを戴冠し、リング上で男泣きするミルコの姿に、会場からは暖かい拍手が送られた。優勝により、エメリヤーエンコ・ヒョードルの持つPRIDEヘビー級王座への挑戦権を手にしたものの、ミルコのUFC移籍のため実現しなかった。ミルコは前述の「ファンが選ぶ2006年ベストバウト＆MVP」にて、MVPの2位に選ばれた。

### UFC・DREAM

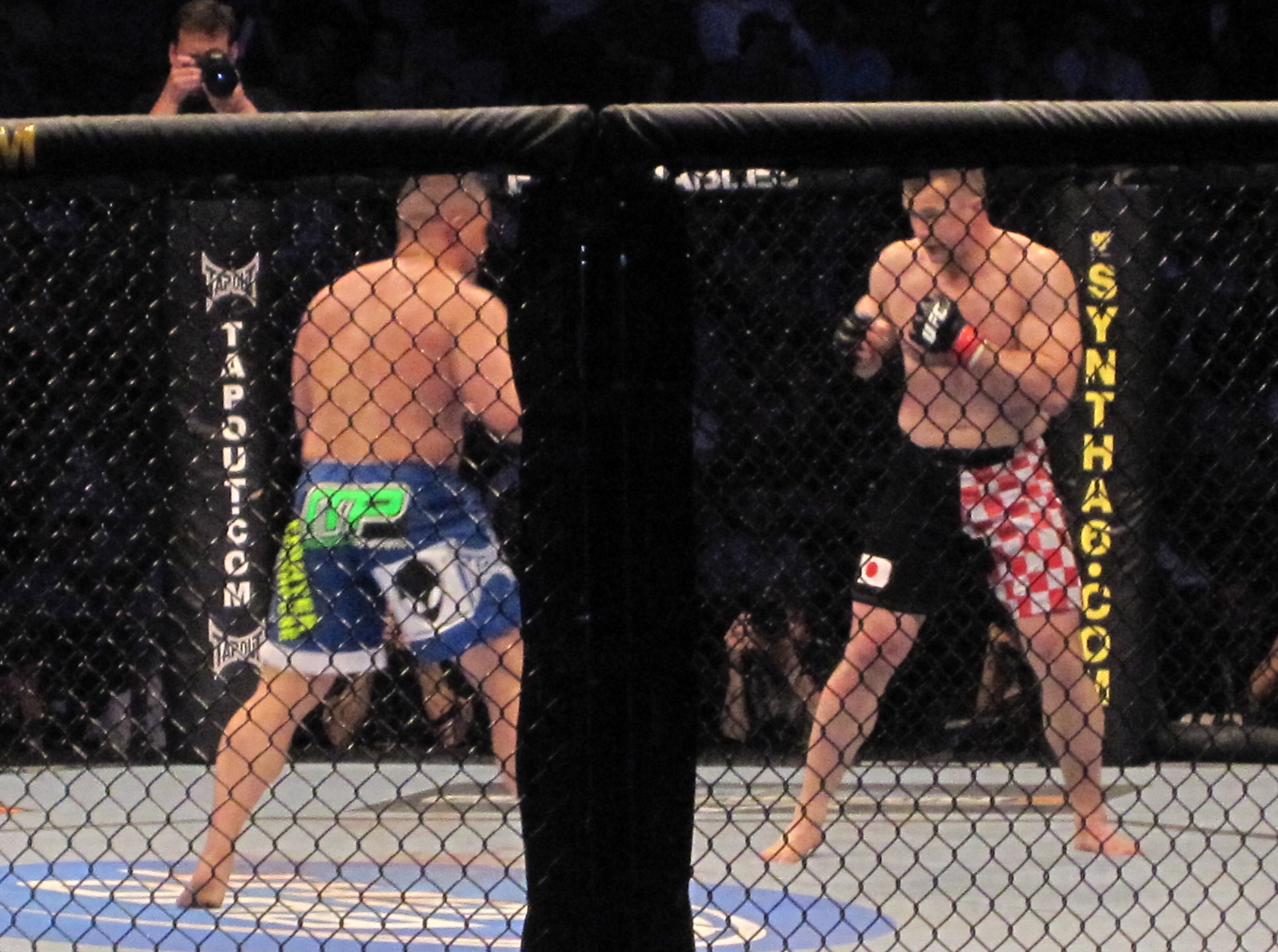
試合中のミルコ

2006年12月30日、UFCへの参戦を表明し、PRIDEから離脱した。
2007年2月3日、UFC初出場となったUFC 67でエディ・サンチェスと対戦。ミルコの打撃を警戒するサンチェスを追い込み、1RマウントパンチによるTKOで勝利し、アメリカ進出は白星デビューとなった。
2007年4月21日、勝てばタイトルマッチといわれたUFC 70のガブリエル・ゴンザーガとの対戦ではミドルを掴まれてテイクダウンを許した後グラウンドで頭部へ何度も肘打ちを受け続け、最後は右ハイキックを被弾し失神KO負けを喫した。試合後には、スタンドに戻った際にすでにグラウンドでの肘打ちにより大きなダメージを受けていたことや、UFCのルールへの対策が甘く、肘打ちに対する防御の練習を怠っていたことを語った。
2007年9月8日、UFC 75でシーク・コンゴと対戦。序盤は優勢に試合を進めるも、中盤からはローブローも重なって急激に失速。最終的にコンゴに巻き返される形となり、0-3の判定負けを喫した。この時期からたび重なる怪我と手術の影響により、PRIDEの時のようなキレのある動きができなくなってしまう。
2008年は一端UFCを離れ、日本の新団体DREAMに参戦した。3月15日の旗揚げ戦DREAM.1で水野竜也と対戦し、開始55秒TKO勝ち。
2008年6月15日、DREAM.4でハレック・グレイシーと「グラップリング・チャレンジマッチ」で対戦予定であったが、ミルコが遺恨のある練習パートナーのギルバート・アイブルと実戦練習した際に両者がヒートアップして、アイブルはアキレス腱を断裂し、ミルコは右肘靱帯を亜脱臼してしまう。ミルコはその状態のまま練習を続けたため、さらに右肘の状態を悪化させてしまい、ハレックとの試合前にドクターストップ。急遽欠場となる。その後、DREAM.5にも出場予定となるが、怪我の回復が間に合わず欠場となった。この怪我により、のちにUFCで対戦するフランク・ミアが対戦前にミルコを研究していた時に、「ミルコは右のパンチがある時期を境におかしくなっている。何か大きな怪我でもしたんじゃないか。」と語るように、ミルコはその後パンチの能力が落ちていくこととなる。
2008年9月23日、DREAM.6でアリスター・オーフレイムと対戦するが1R6分9秒、アリスターの膝蹴りが何度も下腹部に入り、ミルコが悶絶。数分間の回復時間が与えられ試合は再開されるが、再度アリスターの膝蹴りがミルコの下腹部に入り試合続行不可能となりドクターストップ。審議の結果、アリスターの下腹部への攻撃は故意ではなかったという判断によりノーコンテストとなった。
2008年12月31日、Dynamite!! 〜勇気のチカラ2008〜でチェ・ホンマンとDREAMルールで対戦。両者にイエローカードが提示されるほど両者とも手が出ない試合となったが、試合序盤からミルコが何度も放っていたローキックが徐々にホンマンの足にダメージを与えており、1R開始6分を過ぎた頃にミルコの左ローキックでホンマンが崩れ落ちてKO勝ちを収めた。
2009年6月13日、ドイツで開催されたUFC 99でムスタファ・アルタークと1年9か月ぶりのUFC復帰戦を行い、スタンドパンチでTKO勝ち。
2009年9月19日、UFC 103でジュニオール・ドス・サントスと対戦するも打撃で圧され、3Rに膝蹴りと目へのアッパーで一時的に失明状態に陥り、ギブアップ負け。試合後、引退を示唆する発言をした。
サントス戦から半年～1年後、バリー戦前にミルコはGONG格闘技の特集やMMA Weeklyなどの海外格闘技系のサイトのインタビューで、この頃の自身のコンディションを振り返る機会があった。その際には、「俺の膝は2008年頃から完全に壊れていた。膝の手術だけで（PRIDE後期から2009年頃までに）3度受けたが、アルターク戦でも蹴りをまったく出さなかったように、あの時期は術後で膝がまだ治っていなかった。ドス・サントス戦でも膝の状態が完全に治っておらず、医者に試合を行うことを止められたし、蹴りを打つことも禁止されていた。（このような状態で）サントス戦を受けたのは良い判断ではなかったかもしれないが…、でも俺はファイターだから良いコンディションじゃなくても競い合いたいし、戦いたかったんだ。」と明かしている。サントス戦では医者に禁止されていた蹴りを放ったが、その際に激痛を感じてその後は何度も蹴るのはやめたという。それほどミルコの膝の怪我は深刻になってきており、足だけではなく腕や脳へのダメージも含めて、長年の戦いにより体中がボロボロになっていたと述懐している。
2010年2月20日、オーストラリアで開催されたUFC 110でベン・ロズウェルと対戦予定だったが、ロズウェルが現地に到着後、ウイルス性胃腸炎にかかってしまい急遽欠場。代わりに急遽呼ばれた代打のアンソニー・ペロシュと対戦。2Rにグラウンドでの肘打ちでペロシュの額をカットさせ、2R終了時にドクターストップによるTKO勝ちとなった。
2010年6月12日、UFC 115でパトリック・バリーと対戦。1Rにバリーのパンチで2度ダウンを奪われるも、3Rにパンチでバリーをぐらつかせてダウンを奪うとそのまま背後からバリーにチョークを仕掛け、チョークスリーパーで一本勝ち。サブミッション・オブ・ザ・ナイトを獲得した。
2010年9月25日、UFC 119で怪我をしたノゲイラの代わりにフランク・ミアと対戦し、3Rに右膝蹴りでKO負け。
2011年3月19日、UFC 128でブレンダン・シャウブと対戦し、互角の展開となっていたが、3Rにミルコのローキックにシャウブのカウンターのパンチが入り、ミルコがダウン。3RKO負けを喫した。
2011年10月29日、UFC 137でロイ・ネルソンと対戦した。UFCとの契約満了を迎える試合であり、2ラウンド序盤にラッシュで攻めるなど打撃で押す場面もあったが、3RにバックマウントパンチでTKO負けを喫し、試合後に引退を示唆した。　

### キックボクシング復帰・IGF
UFC 137から約1ヵ月後の12月、キックボクシング復帰を表明し、「俺が最初に始めたスポーツはK-1だった。俺にとっては初恋の相手だし、K-1の方が魅力的でクロアチアのファンに合ってると思う。俺の闘いの炎は永遠だ」と言って自身の引退も否定した。
2012年3月10日、母国クロアチアのアリーナ・ザグレブで開催されたCro Cop Final Fightにてキックボクシング復帰初戦を行い、レイ・セフォーに3R判定3-0で勝利。なお、大会名が「Cro Cop Final Fight」となっているものの、この試合は引退試合ではないことをミルコ本人も大会前の記者会見で明言しており、さらに「今年K-1 GPが開催されるなら出場したい」と意欲を見せていた。
2012年5月27日、K-1 RISING 2012～K-1 WORLD MAX FINAL16 2012～でローレン・ハヴィエ・ホルヘと対戦しKO勝ち。
2012年10月14日、K-1 RISING 2012 WORLD GP FINAL 16でランディ・ブレイクとグランプリ1回戦を行い2-0の判定勝ち。2012年12月26日にニューヨークで行われる決勝トーナメントに駒を進めた。その後、決勝トーナメントは翌年の3月15日に延期されることになり、開催地はミルコの母国であるクロアチアのザグレブに変更された。
2013年3月15日、K-1 WORLD GP FINAL in ZAGREBでは、決勝トーナメント1回戦でジャレル・ミラーに判定勝ちで降し、準決勝ではパヴェル・ズラリオフに判定勝ち。決勝ではイスマエル・ロントと対戦し2Rに得意の左ハイキックでダウンを奪い判定勝ちを収め、かつてのK-1ではなく運営が変わり規模が縮小された新生K-1ではあるが、ミルコの夢であった悲願のK-1初優勝を母国クロアチアで成し遂げ、ミルコはリング上で涙を流した。
2013年11月9日、ロシアで行われたLEGEND.2で総合格闘技ルールでエメリヤーエンコ・アレキサンダーと再戦予定だったが、アレキサンダーが欠場し、代役のアレクセイ・オレイニクと対戦。三角絞めを仕掛けた際にパスガードされ、そのまま袈裟固めで一本負け。
その後、キックボクシング団体GLORYと契約。
2014年3月8日、母国クロアチアのアレナ・ザグレブで行われたGLORY14 ZAGREBにて、GLORY初出場。レミー・ボンヤスキーと再戦し0-2で判定負け。
2014年6月21日、GLORY 17でジャレル・ミラーと再戦。判定で勝利した。
2014年8月23日、INOKI GENOME FIGHT2で総合格闘技に復帰。石井慧と対戦し、1Rに下から肘打ちを放った際に石井がカットしてしまい、その後試合は続行するも出血がひどく2Rドクターストップ勝ち。IGF王者となった。
2014年12月31日、INOKI BOM-BA-YE 2014で石井慧と再戦し、2R終了間際に左ハイキックをヒットさせてそのままパンチラッシュで石井を攻め立て、インターバル中も石井が立ち上がれなかったためにTKO勝ちを収めた。後にUFCと再び契約したために王座を返上した。この後石井とは親交を深め、石井は彼の弟子になってクロアチアに練習拠点を移す。

### UFC復帰、引退
2015年4月11日、 約4年ぶりのUFC復帰となったUFC Fight Night: Gonzaga vs. Cro Cop 2でヘビー級ランキング14位のガブリエル・ゴンザーガと再戦。3Rにクリンチ際での肘打ちでゴンザーガをグラつかせ、グラウンドでの強烈な左肘及びパウンド連打でTKO勝ちを収め、8年前のリベンジを果たした。ファイト・オブ・ザ・ナイトを受賞。
2015年11月28日にUFC Fight Night: Henderson vs. Masvidalにてアンソニー・ハミルトンと対戦する予定になっていたが、米国アンチドーピング機関（USADA）のアンチドーピング規定に違反したために出場停止の仮処分を科された事が判明した。それにより11月10日にミルコは自身の公式サイトで、アンチドーピング規定に違反したからではなく、肩の怪我が深刻なため現役を引退すると発表した。また、処分に対しては「検査結果はまだ出ていない」とし、「肩に問題が起きた時、基本的な治療法はマッサージとアイシングだが、全然良くならなかった。それから肩を早く治すために血漿と成長ホルモンの注射をすることにした。成長ホルモンが禁止薬物のリストに入っていることは知ってたが、肩を治す方法が他には無かった。ほんの少量だった。欠場して休むことが一番良いことは分かっていたが、ヤケクソになった男は何でも試そうとするものだ。成長ホルモンと血漿の注射をした6日後にUSADAの検査をすることになった。血液と尿のサンプルが取られた後にすぐにUFCに報告した。血漿と成長ホルモンのことも言った。」「強くなるためにテストステロンやアナボリックステロイドを使ったことなどない。それがルールだから。金曜（6日）まで試合をキャンセルしたくないと言っていた。（4月の）ガブリエル・ゴンザーガ戦のときも5回テストを受けて、すべての結果をクリアした。土曜（7日）まで試合をするつもりだった。月曜（9日）のMRI検査で筋断裂と腱損傷が分かり、（引退を）決断した」と説明した。
2015年11月25日、USADAがミルコに2年間の出場停止処分を科したと発表し、11月4日にザグレブでミルコに競技外の抜き打ち検査を実施した時に、ミルコ自らヒト成長ホルモン（hGH）を使用したと申告があったためと、処分の理由を説明した。
後日、クロアチアの新聞社Vecernjiが、2016年1月8日にミルコがUSADAのCEOトラビス・タイガートから薬物検査の結果が全て陰性だったとことを報告するメールを受け取っていたことを報道した。ただし、薬物検査の結果に関わらず、2015年11月4日に実施した抜き打ち検査の際にミルコ本人が肩の治療のためにヒト成長ホルモンの使用と所持を認めているので、違反薬物の使用と所持を禁じているアンチドーピング規定に違反しているとして、2年間の出場停止処分が軽減又は変更されることは無かった。

### RIZIN
2016年7月16日に行われたRIZINの記者会見にてRIZIN無差別級グランプリに出場が決定。引退撤回について「それまで全てのオファーを断ってきたが、榊原さんのオファーを受けて最後に日本でやろうと思った」とコメントした。
2016年9月26日　さいたまスーパーアリーナで開催されたRIZIN FIGHTING WORLD GRAND-PRIX 2016 無差別級トーナメント 開幕戦にて無差別級グランプリの1回戦としてRoad FC代表のミョン・ヒョンマンと対戦し肩固めで一本勝ち。試合後、マイクパフォーマンスでヴァンダレイと対戦する意思を語り、高田延彦からの呼びかけに「ヤル！」と答え、ヴァンダレイもリングに上がり「ヤッテヤル！」と答え、対戦が決定するが、ヴァンダレイは交通事故の怪我の回復が思わしくないということで欠場し、実現しなかった。
2016年12月29日、RIZIN FIGHTING WORLD GRAND-PRIX 2016 無差別級トーナメント 2nd ROUNDにて無差別級グランプリの2回戦として、欠場したヴァンダレイの代役としてエントリーした前年のヘビー級グランプリ王者キング・モーと対戦。1Rにテイクダウンを奪われるものの、2Rにクリンチアッパーを効かせてからのパンチ連打でダウンを奪い、パウンドでTKO勝ち。
2016年12月31日、RIZIN FIGHTING WORLD GRAND-PRIX 2016 無差別級トーナメント FINAL ROUNDにて無差別級グランプリ準決勝として把瑠都と対戦。クリンチ状態からのボディへの膝蹴りでKO勝ちし、グランプリ決勝へ進出。続く決勝戦ではアミール・アリアックバリと対戦。カウンターの左フックでダウンを奪い、最後は左フックでKO勝ち。優勝を果たし、10年前にPRIDE無差別級グランプリ2006で優勝した時と同じように、涙を浮かべた。母国クロアチアでは29日のキング・モーとの試合で46.04%の高視聴率を記録した。
2018年5月25日、Bellator 200にてロイ・ネルソンと再戦が決まっていたが左足前十字靭帯を損傷し、手術を受けたことにより欠場。このためイリー・プロハースカとの対戦が予定されていた7月29日のRIZIN.11も出場が見送られた。

### Bellator MMA
2019年2月16日、Bellator初出場となったBellator 216でロイ・ネルソンと約8年ぶりに再戦し、3-0の判定勝ちを収め、リベンジに成功した。

### 現役引退
2019年3月2日、トレーニング中に頭痛が続き医師の診断を受けたところ、脳内血管から微量の出血痕が確認され脳卒中と診断を受けたため、現役引退を表明した。

## 戦績

### 総合格闘技
| 総合格闘技 戦績 | 総合格闘技 戦績 | 総合格闘技 戦績 | 総合格闘技 戦績 | 総合格闘技 戦績 | 総合格闘技 戦績 | 総合格闘技 戦績 |
| --------------- | --------------- | --------------- | --------------- | --------------- | --------------- | --------------- |
| 52 試合         | (T)KO           | 一本            | 判定            | その他          | 引き分け        | 無効試合        |
| 38 勝           | 28              | 6               | 4               | 0               | 2               | 1               |
| 11 敗           | 5               | 3               | 3               | 0               | 2               | 1               |

| 勝敗 | 対戦相手                         | 試合結果                                   | 大会名                                                                                               | 開催年月日     |
| ○    | ロイ・ネルソン                   | 5分3R終了 判定3-0                          | Bellator 216: MVP vs. Daley                                                                          | 2019年2月16日  |
| ○    | ロッキー・マルティネス           | 1R 4:56 TKO（レフェリーストップ：負傷）    | RIZIN.13                                                                                             | 2018年9月30日  |
| ○    | 高阪剛                           | 1R 1:02 TKO（パウンド）                    | RIZIN FIGHTING WORLD GRAND-PRIX 2017 Final ROUND                                                     | 2017年12月31日 |
| ○    | アミル・アリアックバリ           | 1R 2:02 KO（左フック）                     | RIZIN FIGHTING WORLD GRAND-PRIX 2016 無差別級トーナメント FINAL ROUND 【無差別級トーナメント決勝】   | 2016年12月31日 |
| ○    | 把瑠都                           | 1R 0:49 KO（膝蹴り）                       | RIZIN FIGHTING WORLD GRAND-PRIX 2016 無差別級トーナメント FINAL ROUND 【無差別級トーナメント準決勝】 | 2016年12月31日 |
| ○    | キング・モー                     | 2R 1:49 TKO（スタンドパンチ連打→パウンド） | RIZIN FIGHTING WORLD GRAND-PRIX 2016 無差別級トーナメント 2nd ROUND 【無差別級トーナメント2回戦】    | 2016年12月29日 |
| ○    | ミョン・ヒョンマン               | 1R 2:20 肩固め                             | RIZIN FIGHTING WORLD GRAND-PRIX 2016 無差別級トーナメント 開幕戦 【無差別級トーナメント1回戦】       | 2016年9月25日  |
| ○    | ガブリエル・ゴンザーガ           | 3R 3:30 TKO（パウンド）                    | UFC Fight Night: Gonzaga vs. Cro Cop 2                                                               | 2015年4月11日  |
| ○    | 石井慧                           | 2R終了時 TKO（スタンドパンチ連打）         | INOKI BOM-BA-YE 2014 【IGFタイトルマッチ】                                                           | 2014年12月31日 |
| ○    | 石井慧                           | 2R 2:37 TKO（ドクターストップ）            | INOKI GENOME FIGHT 2 【IGFタイトルマッチ】                                                           | 2014年8月23日  |
| ×    | アレクセイ・オレイニク           | 1R 4:42 袈裟固め                           | Legend Part 2: Invasion                                                                              | 2013年11月9日  |
| ○    | 鈴川真一                         | 1R 1:18 腕ひしぎ十字固め                   | INOKI BOM-BA-YE 2012                                                                                 | 2012年12月31日 |
| ×    | ロイ・ネルソン                   | 3R 1:30 TKO（パウンド）                    | UFC 137: Penn vs. Diaz                                                                               | 2011年10月29日 |
| ×    | ブレンダン・シャウブ             | 3R 3:44 KO（右フック）                     | UFC 128: Shogun vs. Jones                                                                            | 2011年3月19日  |
| ×    | フランク・ミア                   | 3R 4:02 KO（右膝蹴り）                     | UFC 119: Mir vs. Cro Cop                                                                             | 2010年9月25日  |
| ○    | パトリック・バリー               | 3R 4:30 チョークスリーパー                 | UFC 115: Liddell vs. Franklin                                                                        | 2010年6月12日  |
| ○    | アンソニー・ペロシュ             | 2R終了時 TKO（ドクターストップ）           | UFC 110: Nogueira vs. Velasquez                                                                      | 2010年2月20日  |
| ×    | ジュニオール・ドス・サントス     | 3R 2:00 ギブアップ（右アッパー）           | UFC 103: Franklin vs. Belfort                                                                        | 2009年9月19日  |
| ○    | ムスタファ・アルターク           | 1R 3:06 TKO（スタンドパンチ連打）          | UFC 99: The Comeback                                                                                 | 2009年6月13日  |
| ○    | チェ・ホンマン                   | 1R 6:32 KO（左ローキック）                 | Dynamite!! 〜勇気のチカラ2008〜                                                                      | 2008年12月31日 |
| －   | アリスター・オーフレイム         | 1R 6:09 ノーコンテスト（ローブロー）       | DREAM.6 ミドル級グランプリ2008 決勝戦                                                                | 2008年9月23日  |
| ○    | 水野竜也                         | 1R 0:55 TKO（パウンド）                    | DREAM.1 ライト級グランプリ2008 開幕戦                                                                | 2008年3月15日  |
| ×    | シーク・コンゴ                   | 5分3R終了 判定0-3                          | UFC 75: Champion vs. Champion                                                                        | 2007年9月8日   |
| ×    | ガブリエル・ゴンザーガ           | 1R 4:51 KO（右ハイキック）                 | UFC 70: Nations Collide                                                                              | 2007年4月21日  |
| ○    | エディ・サンチェス               | 1R 4:33 TKO（マウントパンチ）              | UFC 67: All or Nothing                                                                               | 2007年2月3日   |
| ○    | ジョシュ・バーネット             | 1R 7:32 ギブアップ（パウンド）             | PRIDE 無差別級グランプリ 2006 決勝戦 【無差別級グランプリ 決勝】                                     | 2006年9月10日  |
| ○    | ヴァンダレイ・シウバ             | 1R 5:22 KO（左ハイキック）                 | PRIDE 無差別級グランプリ 2006 決勝戦 【無差別級グランプリ 準決勝】                                   | 2006年9月10日  |
| ○    | 吉田秀彦                         | 1R 7:38 TKO（タオル投入）                  | PRIDE 無差別級グランプリ 2006 2nd ROUND 【無差別級グランプリ 2回戦】                                 | 2006年7月1日   |
| ○    | 美濃輪育久                       | 1R 1:10 TKO（パウンド）                    | PRIDE 無差別級グランプリ 2006 開幕戦 【無差別級グランプリ 1回戦】                                    | 2006年5月5日   |
| ×    | マーク・ハント                   | 3R（10分/5分/5分）終了 判定1-2             | PRIDE 男祭り 2005 頂-ITADAKI-                                                                        | 2005年12月31日 |
| ○    | ジョシュ・バーネット             | 3R（10分/5分/5分）終了 判定3-0             | PRIDE.30 STARTING OVER                                                                               | 2005年10月23日 |
| ×    | エメリヤーエンコ・ヒョードル     | 3R（10分/5分/5分）終了 判定0-3             | PRIDE GRANDPRIX 2005 決勝戦 【PRIDE世界ヘビー級タイトルマッチ】                                      | 2005年8月28日  |
| ○    | イブラヒム・マゴメドフ           | 1R 3:53 TKO（左ミドルキック）              | PRIDE GRANDPRIX 2005 2nd ROUND                                                                       | 2005年6月26日  |
| ○    | マーク・コールマン               | 1R 3:40 TKO（スタンドパンチ連打）          | PRIDE.29 SURVIVAL                                                                                    | 2005年2月20日  |
| ○    | ケビン・ランデルマン             | 1R 0:41 フロントチョーク                   | PRIDE 男祭り 2004 -SADAME-                                                                           | 2004年12月31日 |
| ○    | ジョシュ・バーネット             | 1R 0:46 ギブアップ（肩の負傷）             | PRIDE.28                                                                                             | 2004年10月31日 |
| ○    | エメリヤーエンコ・アレキサンダー | 1R 2:09 KO（左ハイキック→パウンド）        | PRIDE GRANDPRIX 2004 決勝戦                                                                          | 2004年8月15日  |
| ○    | 大山峻護                         | 1R 1:00 KO（スタンドパンチ連打）           | PRIDE 武士道 -其の四-                                                                                | 2004年7月19日  |
| ○    | 金原弘光                         | 2R（10分/5分）終了 判定3-0                 | PRIDE 武士道 -其の参-                                                                                | 2004年5月23日  |
| ×    | ケビン・ランデルマン             | 1R 1:57 KO（左フック→パウンド）            | PRIDE GRANDPRIX 2004 開幕戦 【ヘビー級グランプリ 1回戦】                                             | 2004年4月25日  |
| ○    | 山本宜久                         | 1R 2:12 TKO（スタンドパンチ連打）          | PRIDE 武士道 -其の弐-                                                                                | 2004年2月15日  |
| ○    | ロン・ウォーターマン             | 1R 1:37 KO（サッカーボールキック）         | PRIDE.27 TRIUMPHAL RETURN                                                                            | 2004年2月1日   |
| ×    | アントニオ・ホドリゴ・ノゲイラ   | 2R 1:45 腕ひしぎ十字固め                   | PRIDE GRANDPRIX 2003 決勝戦 【PRIDE世界ヘビー級暫定王者決定戦】                                      | 2003年11月9日  |
| ○    | ドス・カラスJr                   | 1R 0:46 KO（左ハイキック）                 | PRIDE 武士道                                                                                         | 2003年10月5日  |
| ○    | イゴール・ボブチャンチン         | 1R 1:29 KO（左ハイキック）                 | PRIDE GRANDPRIX 2003 開幕戦                                                                          | 2003年8月10日  |
| ○    | ヒース・ヒーリング               | 1R 3:17 TKO（左ミドルキック→パウンド）     | PRIDE.26 REBORN                                                                                      | 2003年6月8日   |
| ○    | 藤田和之                         | 5分3R終了 判定3-0                          | INOKI BOM-BA-YE 2002                                                                                 | 2002年12月31日 |
| ○    | 桜庭和志                         | 2R終了時 TKO（目の負傷）                   | Dynamite! SUMMER NIGHT FEVER in 国立                                                                 | 2002年8月28日  |
| △    | ヴァンダレイ・シウバ             | 3分5R終了 ドロー                           | PRIDE.20                                                                                             | 2002年4月28日  |
| ○    | 永田裕志                         | 1R 0:21 TKO（左ハイキック→パウンド）       | INOKI BOM-BA-YE 2001                                                                                 | 2001年12月31日 |
| △    | 高田延彦                         | 3R（10分/5分/5分）+延長5分2R終了 ドロー    | PRIDE.17                                                                                             | 2001年11月3日  |
| ○    | 藤田和之                         | 1R 0:39 TKO（ドクターストップ）            | K-1 ANDY MEMORIAL 2001 〜JAPAN GP 決勝戦〜                                                           | 2001年8月19日  |

### キックボクシング
| キックボクシング 戦績 | キックボクシング 戦績 | キックボクシング 戦績 | キックボクシング 戦績 | キックボクシング 戦績 | キックボクシング 戦績 | キックボクシング 戦績 |
| --------------------- | --------------------- | --------------------- | --------------------- | --------------------- | --------------------- | --------------------- |
| 34 試合               | (T)KO                 | 判定                  | その他                | 引き分け              | 無効試合              |                       |
| 26 勝                 | 13                    | 12                    |                       | 0                     | 0                     |                       |
| 8 敗                  | 4                     | 4                     |                       | 0                     | 0                     |                       |

| 勝敗 | 対戦相手                           | 試合結果                          | 大会名                                                | 開催年月日     |
| ○    | ジャレル・ミラー                   | 3R終了 判定3-0                    | Glory 17: Los Angeles                                 | 2014年6月21日  |
| ×    | レミー・ボンヤスキー               | 3R終了 判定0-2                    | Glory Glory 14: Zagreb                                | 2014年3月8日   |
| ○    | イスマエル・ロント                 | 3R終了 判定3-0                    | K-1 WORLD GP FINAL in ZAGREB 【WORLD GP 決勝】        | 2013年3月15日  |
| ○    | パベル・ズラフリオフ               | 3R終了 判定3-0                    | K-1 WORLD GP FINAL in ZAGREB 【WORLD GP 準決勝】      | 2013年3月15日  |
| ○    | ジャレル・ミラー                   | 3R終了 判定3-0                    | K-1 WORLD GP FINAL in ZAGREB 【WORLD GP 1回戦】       | 2013年3月15日  |
| ○    | ランディ・ブレイク                 | 3R終了 判定2-0                    | K-1 RISING 2012 WORLD GP FINAL 16                     | 2012年10月14日 |
| ○    | ローレン・ハヴィエ・ホルヘ         | 2R 2:23 KO（左アッパー）          | K-1 RISING 2012～K-1 WORLD MAX FINAL16 2012～         | 2012年5月27日  |
| ○    | レイ・セフォー                     | 3R終了 判定3-0                    | Cro Cop Final Fight                                   | 2012年3月10日  |
| ○    | ボブ・サップ                       | 1R 1:29 KO（左ストレート）        | K-1 WORLD GP 2003 in SAITAMA                          | 2003年3月30日  |
| ○    | レミー・ボンヤスキー               | 2R 2:06 TKO（レフェリーストップ） | K-1 WORLD GP 2002 in FUKUOKA                          | 2002年7月14日  |
| ○    | マーク・ハント                     | 5R終了 判定3-0                    | K-1 WORLD GP 2002 in NAGOYA                           | 2002年3月3日   |
| ○    | 柳澤龍志                           | 1R 2:44 TKO（ドクターストップ）   | K-1 RISING 2002 〜静岡初上陸〜                        | 2002年1月27日  |
| ×    | マイケル・マクドナルド             | 1R 1:24 KO（左フック）            | K-1 WORLD GP in MELBOURNE 【GP予選 1回戦】            | 2001年6月16日  |
| ○    | ピーター・アーツ                   | 5R終了 判定2-0                    | K-1 GLADIATORS 2001                                   | 2001年3月17日  |
| ○    | 富平辰文                           | 2R 2:55 KO（左ハイキック）        | K-1 RISING 2001 〜四国初上陸〜                        | 2001年1月30日  |
| ×    | アーネスト・ホースト               | 延長R終了 判定0-3                 | K-1 WORLD GP 2000 決勝戦 【WORLD GP 1回戦】           | 2000年12月10日 |
| ×    | マイク・ベルナルド                 | 1R 1:07 TKO（タオル投入）         | K-1 WORLD GP 2000 in FUKUOKA 【GP予選 決勝】          | 2000年10月9日  |
| ○    | 天田ヒロミ                         | 3R終了 判定3-0                    | K-1 WORLD GP 2000 in FUKUOKA 【GP予選 準決勝】        | 2000年10月9日  |
| ○    | グラウベ・フェイトーザ             | 3R終了 判定3-0                    | K-1 WORLD GP 2000 in FUKUOKA 【GP予選 1回戦】         | 2000年10月9日  |
| ○    | スチュアート・グリーン             | 2R KO（ハイキック）               | K-1 WORLD GP EUROPE 2000                              | 2000年3月19日  |
| ×    | アンディ・フグ                     | 5R終了 判定0-3                    | K-1 FIGHT NIGHT 2000                                  | 2000年6月3日   |
| ○    | 天田ヒロミ                         | 5R終了 判定3-0                    | K-1 BURNING 2000                                      | 2000年3月19日  |
| ×    | アーネスト・ホースト               | 3R 1:09 KO（左ボディフック）      | K-1 GRAND PRIX '99 決勝戦 【GRAND PRIX 決勝】         | 1999年12月5日  |
| ○    | サム・グレコ                       | 2R 2:50 KO（左ローキック）        | K-1 GRAND PRIX '99 決勝戦 【GRAND PRIX 準決勝】       | 1999年12月5日  |
| ○    | 武蔵                               | 2R 1:13 KO（左アッパー）          | K-1 GRAND PRIX '99 決勝戦 【GRAND PRIX 準々決勝】     | 1999年12月5日  |
| ○    | マイク・ベルナルド                 | 1R 1:20 KO（パンチ）              | K-1 GRAND PRIX '99 開幕戦 【GRAND PRIX 1回戦】        | 1999年10月3日  |
| ×    | ジャビット・バイラミ               | 延長R終了 判定0-3                 | K-1 BRAVES '99 〜グランプリへの道〜 【GP予選 準決勝】 | 1999年6月20日  |
| ○    | リッキー・ニケルソン               | 1R 1:20 KO（右ハイキック）        | K-1 BRAVES '99 〜グランプリへの道〜 【GP予選 1回戦】  | 1999年6月20日  |
| ○    | ヤン・"ザ・ジャイアント"・ノルキヤ | 4R 1:58 KO（左フック）            | K-1 REVENGE '99                                       | 1999年4月25日  |
| ○    | アシール・ロジャー                 | 6R終了 判定3-0                    | Kickboxing Tournament Prague 1997 【決勝戦】          | 1997年10月     |
| ○    | N/A                                | N/A                               | Kickboxing Tournament Prague 1997 【準決勝】          | 1997年10月     |
| ○    | リー・ハスデル                     | 2R TKO（ドクターストップ）        | Kickboxing Tournament Prague 1997 【1回戦】           | 1997年10月     |
| ×    | アーネスト・ホースト               | 3R 1:27 TKO（右ローキック）       | K-1 GRAND PRIX '96 決勝戦 【GRAND PRIX 準々決勝】     | 1996年5月6日   |
| ○    | ジェロム・レ・バンナ               | 5R終了 判定3-0                    | K-1 GRAND PRIX '96 開幕戦 【GRAND PRIX 1回戦】        | 1996年3月10日  |

## 人物
- 警察官時代は"ルチェコ"というテロ対策特殊部隊に所属していてその傍ら格闘技で活躍していた（クロアチア警察の格闘技教官も担当）。
- 熱心な読書家であり、好きな本としてフランスのジャーナリストであるルネ・ベルブノワの自伝『乾いたギロチン』を挙げている[31]。
- パトロール中に街角で喧嘩をしている集団を見つけ、割って入ったところ、そのうちの1人が「お前はミルコ・クロコップに似ているな」と仲間と一緒に散々にからかった。それに対して「本人だよ」と答えたところ全員が一斉に顔色を失い、駆けつけた護送車に大人しく乗り込んだという。
- クロアチアでは国民的な人気があり、テレビゲームや映画の主役になっている[32]。
- 愛国者としても知られ、2003年11月23日に投開票されたクロアチアの総選挙にクロアチア社会民主党から出馬し初当選。国会（サボル）議員として4年間活動した。また、2004年2月13日に、当時の日本の内閣総理大臣小泉純一郎と面会している[33]。
- 夫人は、サッカーのFIFAワールドカップフランス大会で得点王となったクロアチア代表ダヴォール・シューケルの妹である[34]。
- 2004年、クロアチアのサッカークラブ「ツィバリア・ヴィンコヴツィ」へ入団。FWとして公式デビュー[35]している。ツィバリア・ヴィンコヴツィはミルコの好きなチームであり、「このチームでプレーできて嬉しい。」と語っている。また、自分の息子に対してはサッカー選手になってほしい、格闘家にはあまりなってほしくないと語ったこともある。
- 日本、K-1、キックボクシングへの愛着は深い。K-1に対しては2003年のPRIDE移籍時にちょうど谷川モンスター路線（詳細は谷川貞治の項を参照）が始まった時期ということもあり、「一日で3試合も戦うトーナメントなんてトーナメントの組み合わせの運で優勝が決まるから誰が本当に強いのかが決まらないし、身体を壊すためにやるようなものだ」「身体がでかいだけだったり、話題性があるだけでキック経験の浅い奴ばかりが参戦するようになった今のK-1は俺の命を懸けて戦いたいと思える場所じゃない」などと苦言を呈していたが、UFC参戦中の2009年にクロアチアのメディアに対して「俺の引退試合はK-1の大会でK-1ルールでしたいし、俺は日本から選手として始まったから最後の試合も日本でやりたい」と語っている[36]。また、2012年のキックボクシング復帰の際にも「俺が最初に始めたスポーツはK-1だ。俺にとっては初恋の相手だし、K-1の方が魅力的でクロアチアのファンに合ってると思う」と語っている。
- 戦いぶりなどから、冷徹な印象を持つファンも少なくないが、リング外ではジョークやユーモアを好むひょうきんな一面を持つことで知られ、取材に訪れた記者たちに手の込んだドッキリを仕掛けることもある。
- Facebookに、空港でポケモンGOに熱中している動画をアップロードし、RIZINの記者会見で「ポケモンGOをやっていたらそのまま日本について六本木で榊原さんにばったり出くわしてオファーを受けたから参戦を決めた」というジョークを言い会場を笑わせた。なお、その後、「ポケモンGOはやっているフリで注意喚起のためにアップロードした」とコメントしている。

## ファイトスタイル

### 打撃
K-1初登場当時の1996年は、恵まれた筋肉の柔軟性や身体能力の高さは窺えたものの、その他にはさして光るものを持たなかったミルコだが、3年のブランクを経て復帰した1999年には攻撃に多彩さが増し、ミルコの代名詞といえる左ハイキックも積極的に使うようになった。しかしこの頃もっとも冴えていたものはクリンチワークであり、KOを奪えない相手にはクリンチで相手の攻撃をしのぎ、その合間に打撃を打ち込んでポイントを稼ぐというのが、ファイトスタイルの基本となっていた。総合格闘技への参戦が始まると、ミルコは急速な体のビルドアップに成功し、徐々に一撃必殺に傾倒していくようになる。ミルコのファイトスタイルはボクシングを元にテコンドーやキックボクシングをオリジナルアレンジした物であり、試合中に放つ打撃の数は極端に少なく、ジャブはほとんど打たずに、利き手利き足（ただし右利きのサウスポーであるため本来の利き手とは逆である）での打撃に終始する。右腕はラッシュをかける時以外は、ディフェンスや距離を稼ぐ時に伸ばす程度しか使用しない。絶対の自信を持つ左ハイキックや、ミドルキックを放つまでに、その他を布石として使用する彼独自の戦法である。主な例はミドルキックやローキックで相手の注意を下にさげさせ、ガードが下がった所に左ハイキックを打ち込む方法と、相手に自分のストレートの軌道を覚えさせ、ウィービングで相手の頭が傾いたところに合わせて左ハイキックを打ち込む方法がある。特に後者は、まるで相手が自らミルコの足に当たりに行っているように見える。ミルコの左ハイキックは高速で相手の視界の死角から足が急に現れる軌道のためかわされにくく、まさに一撃必殺の破壊力を持つ。ただし、ミルコの打撃はある程度の間合いがないとその効果は発揮できず、プレッシャーを掛けて前へ前へと進んでくる相手を苦手としていたが、UFCキャリア晩年から、元々のクリンチワークを利用した左肘を織り混ぜたダーティーボクシングを使うようになり、更に柔道金メダリストの石井慧との練習を重ねて向上させ、ロイ・ネルソンとの再戦では、ダーティーボクシングで打撃をヒットさせつつ相手をコントロールすることでリベンジを達成している。
また、打撃技に対してはガードをほとんど使わず、スウェーとステップワークでかわす。また、ヘビー級選手とは思えないほど非常に素早く、ホーストがボブ・サップとの対戦で捕まえられてハンマーパンチを浴びたのに対し、ミルコはスピードとクリンチワークを生かして捕まえられることはなかった。マーク・ハント、アントニオ・ホドリゴ・ノゲイラも「ミルコは素早かった」と認めていた。
一方でK-1時代から通して指摘されているのがスタミナ不足であり、本人もそのことを認めている。かつては1Rでは高いKO率を誇るが、2R以降は口を開けて呼吸する姿が目立った。これはK-1時代での鼻の怪我によって鼻呼吸が上手くできなくなってしまったものであり、しばらく処方された塗り薬を使っていたが、手術し改善された。

### 寝技・組技
ノゲイラ戦での逆転の腕ひしぎ十字固めによる敗北により、ファブリシオ・ヴェウドゥムを柔術コーチに迎え入れ、ディフェンスは向上したが、基本的にひたすら守りに徹し、隙があれば突き放すだけであり、攻めにおいては積極的に仕掛けたりはしないが、ガブリエル・ゴンザーガ戦では、柔術の実力者であるゴンザーガのマウントから脱出の際に足関節を狙うなど、更に寝技のスキルがアップしている。サブミッションスキルは高くないが、マウントポジションの状態でもバランスがよく、高いグラウンドスキルを持つジョシュも中々振りほどけなかったほどである。組み技に対するディフェンスにも定評があり、特にタックルを切る技術の会得の早さには目を見張るものがある。K-1参戦時から足を掴まれても倒されない腰の強さがあり、テイクダウンされてもすぐさまクロスガードを取るなど対応力もそろえている。

## 獲得タイトル
キックボクシング
- IKBF 世界ヘビー級フルコンタクト王座
- K-1 GRAND PRIX '99 準優勝
- K-1 WORLD GP 2012 優勝

アマチュアボクシング
- 地中海競技大会 3位（1997年）
- 軍人世界選手権 準優勝（1998年）

総合格闘技
- PRIDE無差別級グランプリ2006 優勝
- 第4代IGF王座
- RIZIN FIGHTING WORLD GRAND-PRIX 2016 無差別級トーナメント 優勝

## 表彰
- UFC
  - UFC ファイト・オブ・ザ・ナイト（1回）
  - UFC サブミッション・オブ・ザ・ナイト（1回）
- PRIDE
  - ベストバウト（2006年/ヴァンダレイ・シウバ戦）
- MMA Fighting
  - ファイト・オブ・ザ・イヤー (2003年/アントニオ・ホドリゴ・ノゲイラ戦)
  - ファイト・オブ・ザ・イヤー (2005年/エメリヤーエンコ・ヒョードル戦)
  - ノックアウト・オブ・ザ・イヤー (2006年/ヴァンダレイ・シウバ戦)
- SHERDOG
  - ノックアウト・オブ・ザ・イヤー（2006年/ヴァンダレイ・シウバ戦）
- スポーツ・イラストレイテッド
  - 2000年代ファイト・オブ・ザ・ディケイド (2005年/エメリヤーエンコ・ヒョードル戦)
- Yahoo! Sports
  - 2000年代ファイト・オブ・ザ・ディケイド (2005年/エメリヤーエンコ・ヒョードル戦)

## 出演

### 映画
- アルティメット・フォース 孤高のアサシン

### CM
- シック・ジャパン
- ボス
- ボディメーカー